# Home (Kokosovi otoci)
Pulu Selma (eng. Home Island) je jedan od samo dva stalno naseljena otoka od 26 otoka južnog atola Kokosovih otoka, australskog vanjskog teritorija u središnjem istočnom Indijskom oceanu.

## Opis
Prostire se na površini od 95 hektara i sadrži najveće naselje na teritoriju, Bantam, sa populacijom od oko 500 kokosovih malajaca. Lokalne atrakcije uključuju muzej koji pokriva lokalnu kulturu i tradiciju, floru i faunu, australsku pomorsku povijest i prve vlasnike otočja Cocos-Keeling.
Džamija Home Island jedno je od najprometnijih mjesta na otoku, a minaret je obojen u zelene i zlatne boje teritorijalne zastave.
Tu je i staza koja vodi do Oceania House, koja je bila dom obitelji Clunies-Ross, bivših vladara otočja Cocos-Keeling i stara je više od jednog stoljeća.

## Obrazovanje
Okružna srednja škola Kokosovih otoka ima centar za osnovno obrazovanje na Home Islandu; većina osoblja živi na West Islandu i svakodnevno putuje na svoja radna mjesta. Učenici srednje škole idu u kampus West Islanda.